# Helianthemum argenteum
Helianthemum argenteum es una especie perteneciente a la familia Cistaceae. 
El género Helianthemum está representado por plantas herbáceas perennes, subarbustivas o arbustivas, casi glabras o por lo común provistas de pubescencia ya sea de pelos simples, en ocasiones glandulosos o con más frecuencia de pelos estrellados de diferentes clases (por lo común la pubescencia es de varios tipos de pelos); raíces a menudo gruesas y leñosas; tallos escasa a profusamente ramificados; hojas alternas, sin estípulas, a veces dispuestas en fascículos axilares; inflorescencias de varios tipos (cimosas, paniculadas o tirsoideas) a veces las flores solitarias, las cleistógamas a menudo en glomérulos, pedicelos frecuentemente articulados; cáliz persistente, formado de 5 sépalos en 2 series: los 2 exteriores suelen ser más cortos y angostos, unidos hasta cierta altura a los 3 interiores que son más anchos; flores por lo común de dos tipos: las casmógamas, provistas de 5 pétalos ampliamente obovados, en ocasiones marginados o bilobados, conspicuos, precozmente caducos y más de 10 estambres; las flores cleistógamas carecen de pétalos, por lo general son más pequeñas y presentan menor número de estambres y de semillas que las casmógamas (en un mismo individuo pueden coincidir ambos tipos de flores, o bien, puede faltar uno de ellos); ovario unilocular, estilo ausente o alargado, estigma globoso, a veces trilobado; cápsula generalmente glabra y trivalvada, con pocas o numerosas semillas sobre 2 o 3 placentas parietales.
Considerado en su sentido amplio, comprende unas 100 especies del Antiguo y Nuevo Mundo, la mayoría del Hemisferio Norte, muchas de ellas de la zona del Mediterráneo. Algunos autores aceptan el género segregado Halimium para las especies mexicanas de Helianthemum. Estas últimas suelen habitar en lugares abiertos, asoleados de orillas o en claros en medio del bosque de encino y/o pino, con cierta propensión a ocupar sitios perturbados y aun erosionados. Unas pocas se usan en la medicina vernácula.

## Clasificación y descripción
Planta subarbustiva, decumbente a erecta, de 5 a 15 cm de alto, cubierta densamente por pubescencia blanco-lanosa formada mayormente de pelos brillantes, simples, aplicados; tallos delgados, a veces algo rojizos, profusamente ramificados; hojas sésiles (en ocasiones con varias hojas más pequeñas aglomeradas en sus axilas), lineares, de 4 a 10 mm de largo y 1.5 mm o menos de ancho, angostándose ligeramente hacia el ápice y la base, densamente cubiertas con pubescencia argentea en ambas caras, nervio medio prominente en el envés; flores por lo común de dos tipos, las casmógamas solitarias, terminales o subterminales, con frecuencia acompañadas de 2 flores cleistógamas sésiles, o bien, estas últimas solitarias o por pares en las axilas de las hojas o más numerosas hacia los ápices; las flores casmógamas sobre pedúnculos de 5 a 7 (11) mm de largo, articulados en la base, porción libre de los sépalos exteriores linear, de 1.5 a 2 (2.5) mm de largo y alrededor de 0.4 mm de ancho, sépalos interiores ovadolanceolados, acuminados, de 3 a 4 mm de largo y alrededor de 1.5 mm de ancho, escariosos y amarillentos o rojizos hacia uno de los bordes, pétalos amarillos, obovados, de 3 a 5 mm de largo y 3 a 4 mm de ancho, estambres (8) 10 a 15, cápsula estrechamente ovoide, de 3.5 a 4 mm de largo y 1.3 a 2 mm de ancho, semillas 8 a 10, diminuta y densamente blanco-papilosas; flores cleistógamas sésiles o subsésiles, de menores dimensiones que las casmógamas, estambres 3; cápsula de 1.2 a 1.4 (2) mm de largo y 0.5 a 0.7 (1) mm de ancho, semillas por lo general.

## Distribución
San Luis Potosí y Guanajuato. Aunque esta planta se ha colectado únicamente en San Luis Potosí y en Guanajuato, en forma más bien escasa, es posible que exista también en los estados de Jalisco y Zacatecas y aun en el de Querétaro, en hábitats semejantes. Se puede pensar, mientras no haya pruebas de lo contrario, que se trata de un endemismo y considerar su caso como especie rara y por lo tanto vulnerable a la extinción.

## Hábitat
Especie rara, conocida con anterioridad sólo de San Luis Potosí, de la Sierra de San Miguelito situada al suroeste de la capital del estado. Recientemente se ha encontrado en varias localidades de Guanajuato, en lugares con frecuencia rocosos, con vegetación de pastizal o en claros de encinares. Altitud 2100-2400 m s. n. m. Floración de junio a octubre.

## Estado de conservación
No se encuentra bajo algún estatus de protección.